# ダイオウクラゲ
ダイオウクラゲ（Stygiomedusa gigantea）は、刺胞動物門鉢虫網旗口クラゲ目ミズクラゲ科に属するクラゲの一種。
学名のスティギオメデューサ・ギガンテアとは、「地獄の巨大なメデューサ」という意味で、体長の10倍近い長い口腕部が、ギリシア神話の見た者を石にする伝説を持つ蛇女が、髪を振り乱したように見える事を例えて付けられた。

## 特徴
世界中の深度1000-1700m付近の深海に生息する世界最大級のクラゲで、直径1メートルにもなる大きな傘の身体の中央から下に、長さ6-9mにも及ぶ口腕と呼ばれる四本の触手を持つ。触手の長さや体長ではライオンタテガミクラゲや、マヨイアイオイクラゲには及ばないものの、口腕触手の太さとボリュームではそれらの種を遙かに凌いでいる。
体色は漆黒の身体に赤みがかった色合いで、光の反射では緑がかった黒のようにも見える。

## 概要
北極海を除く世界中の深海に生息するといわれ、日本近海でも（小笠原付近）発見されたが、カリフォルニア州のモントレー湾や、南極などでも目撃例があり、時折、長すぎる口腕部がケーブルやワイヤーなどに絡まって解けずに、そのまま発見されるケースもあるが、長くて太い口腕故に遊泳速度が遅い事も相まって発見例は少なく、現在までのところ、100回程度（2023年現在）しか無いともいわれる。
触手に毒はないが、長い口腕触手部で、獲物を囲むようにし、そして絡めとって捕食するといわれる。